# Монтё (Воклюз)
Монтё (фр. Monteux) — коммуна во французском департаменте Воклюз региона Прованс — Альпы — Лазурный Берег. Относится к  кантону Карпантра-Сюд.	

## Географическое положение

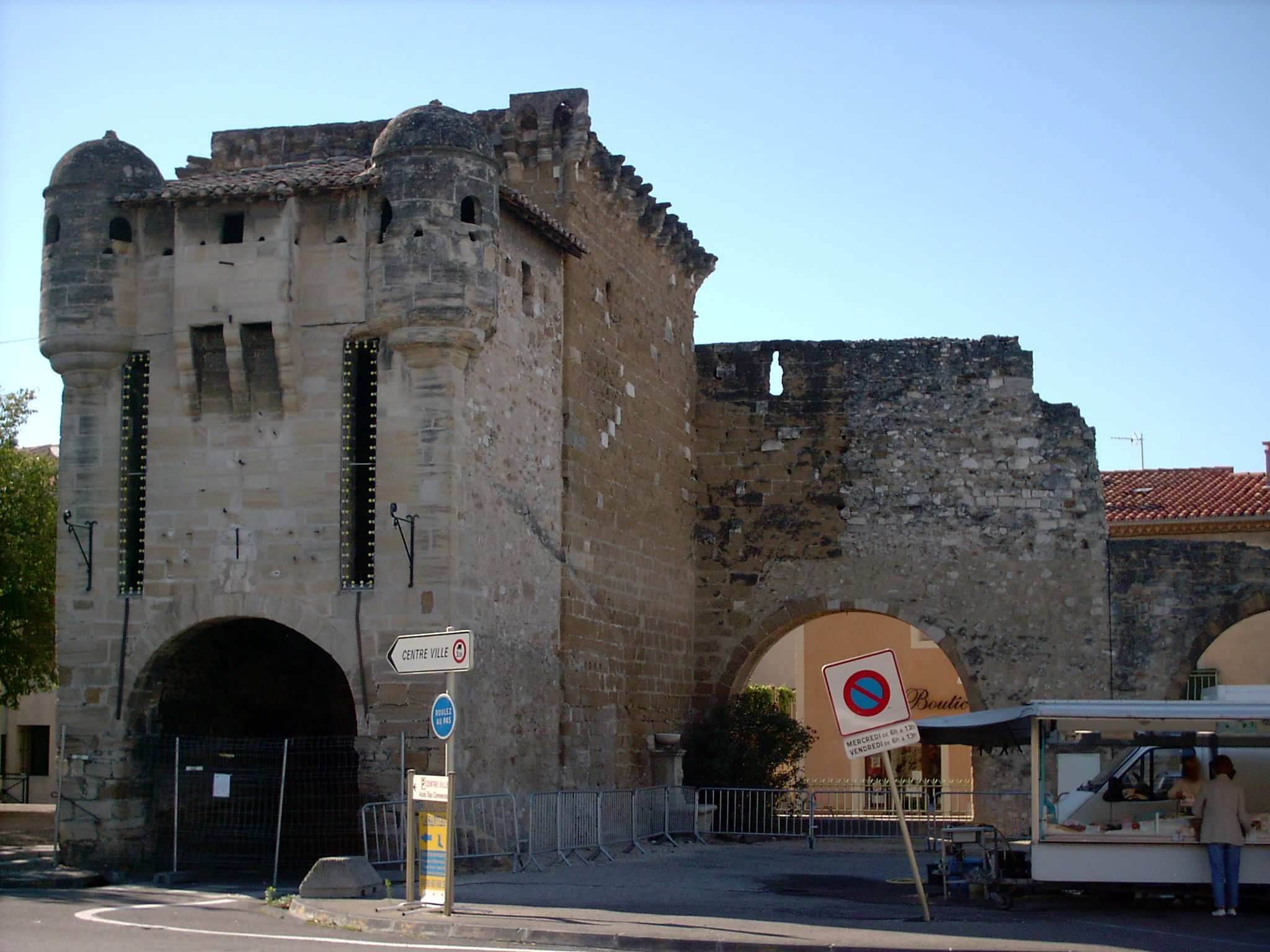
Ворота старого города

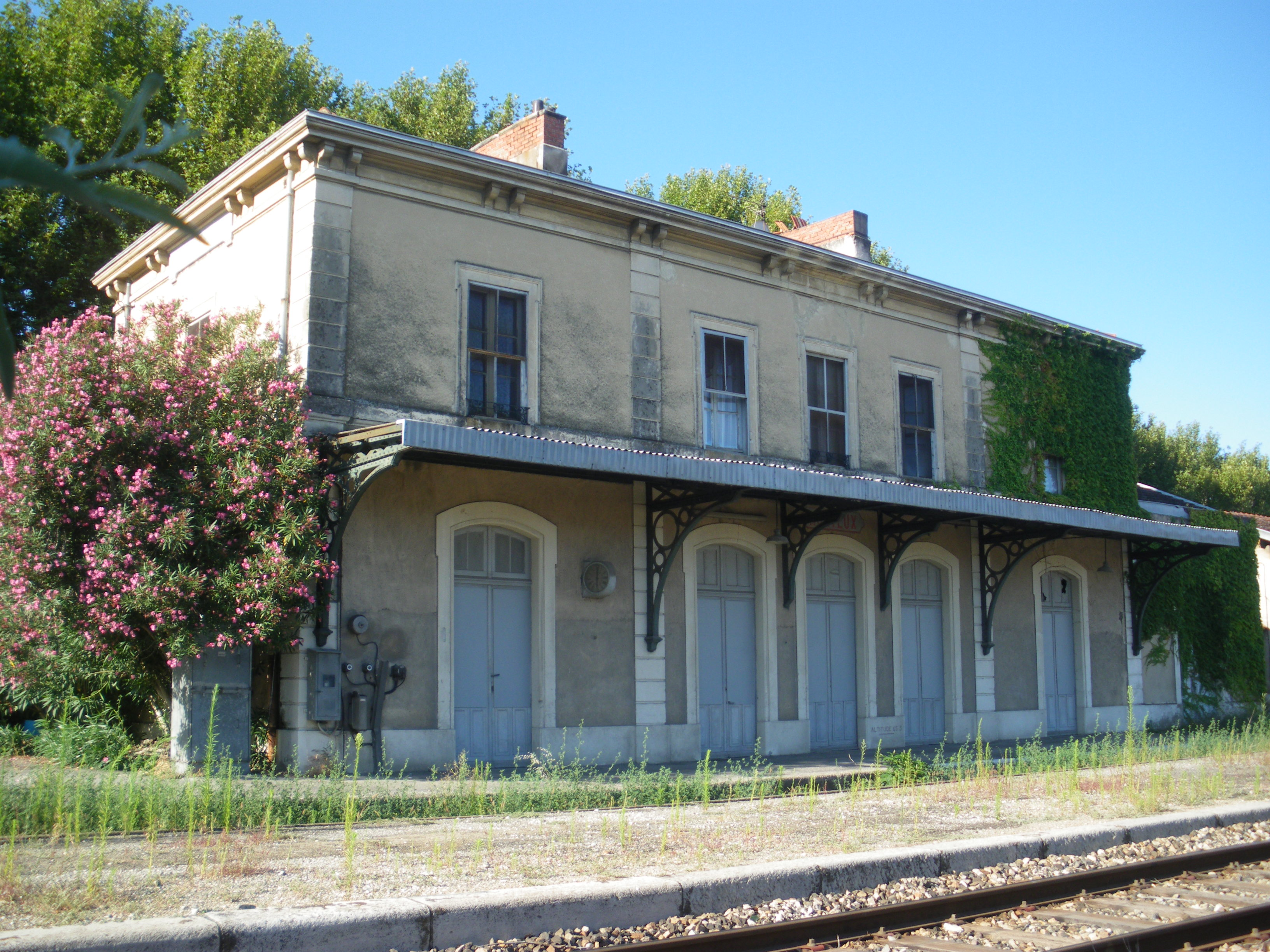
Железнодорожный вокзал Монтё

Монтё расположен в 18 км к юго-востоку от Авиньона и в 4 км к юго-западу от Карпантра в сердце исторической области Конта-Венессен. Соседние коммуны: Лориоль-дю-Конта на севере, Карпантра на северо-востоке, Альтан-де-Палю на юго-западе, Бедаррид на западе.

### Гидрография
К северу от центра Монтё протекает Озон, берущий начало в окрестностях коммуны. На юге Монтё несколько небольших рек и ручьёв, включая Ла-Соргетт, несут свои виды в Сорг. На севере Гран-Валла разделяет Монтё и Саррьян.

## Демография
Население коммуны на 2010 год составляло 10 989 человек.
| 1962 | 1968 | 1975 | 1982 | 1990 | 1999 | 2010   |
| ---- | ---- | ---- | ---- | ---- | ---- | ------ |
| 5237 | 5867 | 6471 | 7524 | 8157 | 9555 | 10 989 |